# Hradiště na Hřebínku
Hradiště na Hřebínku (též Odřepsy 1) je pravěké hradiště východně od Odřepsů v okrese Nymburk ve Středočeském kraji. Osídleno bylo zejména v době halštatské, ale také v době bronzové a laténské. Pozůstatky hradiště jsou společně s nedalekým hradištěm na Kostelíčku a zaniklou středověkou vsí Oškobrhy chráněny jako kulturní památka. Nachází se na vrchu Oškobrh v nepřístupné oboře Vlkov.

## Historie
První výzkumy na hradišti prováděl Jan Hellich na konci devatenáctého století. V padesátých letech dvacátého století byl v areálu hradiště postaven vodojem, přičemž došlo k rozsáhlému poškození lokality. V roce 1974 proběhl záchranný archeologický výzkum, díky kterému bylo prozkoumáno opevnění na západní straně. Výzkum zachytil stopy husté vnitřní zástavby tvořené kůlovými a srubovými stavbami a zahloubenými objekty. Zjištěna byla existence požárového horizontu z šestého století před naším letopočtem, ale vzhledem k malé prozkoumané ploše není jisté, zda lze zánik hradiště spojovat s požárem. Odkryté stopy zástavby pochází převážně z pozdní doby halštatské a časné doby laténské. Další archeologické nálezy jsou také z doby bronzové (únětická kultura a štítarská kultura) a ze starší doby halštatské.

## Stavební podoba
Hradiště stálo v okolí vrcholu Oškobrhu, který je součástí Středolabské tabule, v nadmořské výšce 285 metrů. Obvod vrcholové části byl pozměněn příležitostnou, ale dlouhodobou těžbou opuky. Nejvíce se reliéf změnil na jihozápadní straně. Opevnění západní strany odkryté při archeologickém výzkumu vedlo v místech, kde plošina přechází do strmého svahu. Tvořila jej zdvojená palisáda, na vnější straně zesílená dalšími kůly. Nízký val sloužil pouze jako násep kolem palisády. Zbytky nedatovaného opevnění jsou patrné také na severu, severovýchodě a na východě, kde se dochovaly valy a příkopy.